# جافری بیورز
جافری بیورز (انگلیسی: Geoffrey Beevers؛ زادهٔ ۱۵ ژانویهٔ ۱۹۴۱) بازیگر و کارگردان نمایش اهل بریتانیا است.
از فیلم‌ها یا برنامه‌های تلویزیونی که وی در آن نقش داشته‌است، می‌توان به دکتر هو، پوآرو، راهی طولانی تا فینچلی و برخورد تایتان‌ها اشاره کرد.